# 8년

## 연호
- 전한(前漢) 거섭(居攝) 3년
- 전한(前漢) 초시(初始) 원년

## 기년
- 전한 유자 영 3년
- 신(新) 왕망(王莽) 원년
- 신라(新羅) 남해 차차웅(南解次次雄) 5년
- 고구려(高句麗) 유리명왕(瑠璃明王) 27년
- 백제(百濟) 온조왕(溫祚王) 26년

## 사건
- 전한 멸망.
- 음력 1월 - 남해 차차웅, 맏딸 아효부인을 석탈해에게 시집보냈다.[1]
- 10월 - 백제, 마한 침공. 그 국읍을 병합. 원산(圓山), 금현(錦峴) 2성만이 항복하지 않음.

## 참고 문헌
- 김부식 (1145). 〈권제1〉. 《삼국사기》.